# Ламберт, Иосиф Карлович
Граф Иосиф Карлович Ламберт (1809—1879) — генерал от кавалерии Русской императорской армии, управляющий делами Императорской Главной квартиры и Собственного Е. И. В. конвоя. Брат Карла Ламберта.

## Биография
Родился 3 августа 1809 года, происходил из французского графского рода, записанного в дворянские книги Лифляндской губернии, сын генерала от кавалерии Карла Осиповича Ламберта. Первоначальное образование получил в Ришельевском лицеи в Одессе. В 1823 году был перевезен в Петербург и определён в Благородный пансион Царскосельского лицея.
6 декабря 1828 года произведён в первый офицерский чин, служил по армейской кавалерии. В 1831 году принимал участие в подавлении польского восстания и за отличия был награждён орденами св. Анны 3-й степени с бантом и св. Владимира 4-й степени с бантом, а также польским знаком отличия за военное достоинство (Virtuti Militari) 4-й степени.
В 1832 году Ламберт был переведён в лейб-гвардии Гусарский полк. С 6 августа 1845 года исполнял обязанности личного адъютанта наследника цесаревича великого князя Александра Николаевича.
В 1849 году Ламберт принимал участие в Венгерском походе и за отличие был произведён в полковники, после чего был командирован на Кавказ, где неоднократно принимал участие в экспедициях против горцев. 30 декабря 1850 года награждён золотой саблей с надписью «За храбрость».
19 февраля 1855 года Ламберт был назначен флигель-адъютантом, а 26 августа следующего года был произведён в генерал-майоры с зачислением в Свиту Его Величества. С 18 февраля по 20 июля 1861 года был помощником инспектора стрелковых батальонов, после чего был назначен управляющим делами Императорской Главной квартиры и Собственного Его Императорского Величества конвоя, с 30 августа 1861 года — генерал-адъютант и 30 августа 1864 года получил чин генерал-лейтенанта. 19 мая 1866 года отставлен от занимаемой должности и зачислен по кавалерии, 2 февраля 1871 года назначен директором Николаевской Измайловской военной богадельни. С 8 апреля 1877 года являлся членом Александровского комитета о раненых. 16 апреля 1878 года произведён в генералы от кавалерии.
Скончался 19 ноября 1879 года в Санкт-Петербурге, похоронен на Казанском иноверческом кладбище в Царском Селе.
По отзывам современника, граф Ламберт «отличался необычайной добротой, широким гостеприимством, доступностью и любовью к людям и обществу». В его доме на Фурштатской улице собиралось лучшее петербургское общество: видные сановники, литераторы, артисты и художники. Сам хозяин был хорошим рассказчиком и немало оживлял общее настроение. Редкий и приятный дом Ламберта был закрыт для приемов после смерти единственного его сына, который был обожаем родителями и подавал большие надежды.

## Награды
Среди прочих отличий Ламберт имел следующие награды:
- Орден Святой Анны 3-й степени с бантом (1831 год)
- Орден Святого Владимира 4-й степени с бантом (1831 год)
- Польский знак отличия за военное достоинство (Virtuti Militari) 4-й степени (1831 год)
- Золотая сабля с надписью «За храбрость» (30 декабря 1850 года)
- Орден Святого Георгия 4-й степени (26 ноября 1853 года, за беспорочную выслугу 25 лет в офицерских чинах, № 9055 по кавалерскому списку Григоровича — Степанова)
- Орден Святого Станислава 1-й степени (1862 год)
- Орден Святой Анны 1-й степени с мечами (1864 год)
- Орден Святого Владимира 2-й степени с мечами (1866 год)
- Орден Белого орла (1868 год)
- Орден Святого Александра Невского (30 августа 1873 года)

## Семья

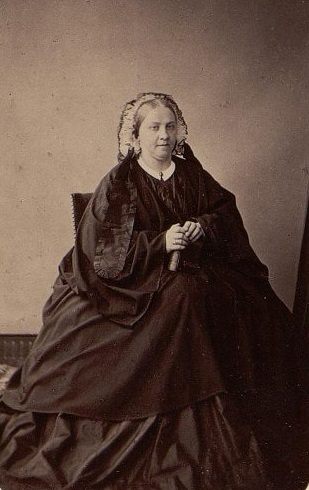
Елизавета Егоровна

Жена (с 1843 года) — графиня Елизавета Егоровна Канкрина (1821—1883), фрейлина двора (1841), дочь министра финансов графа Е. Ф. Канкрина. По отзывам современников, была «дама чрезвычайно тучная и весьма некрасивая», не обращавшая никакого внимания на свою внешность, но по своему уму, образованию, тонкому вкусу и отзывчивому сердцу была одной из самых выдающихся женщин петербургского общества в 1860-х годах. Не найдя счастья в супружестве и потеряв сына, она подобно другим петербургским дамам ударилась в набожность, отдавая религии весь тот избыток чувств, который не удалось поместить в действительной жизни, чем не преминули воспользоваться многие благотворительные и духовные лица. Состояла в переписке с И. С. Тургеневым и дружила с А. Ф. Тютчевой; была помощницей попечительницы Николаевского приюта С. Я. Веригиной. Дети:
- Яков (1844—1861), сверстник и товарищ великого князя Николая Александровича. Гувернёром у него был Жан-Франсуа Флери, имевший дочь, ставшую впоследствии французской романисткой, известной под псевдонимом Анри Гревиль. К. Ф. Головин писал о Якове: «Более способного юноши я не видал, до того быстро и легко он схватывал любой предмет, усваивал себе любую мысль. Это была необыкновенно яркая смесь остроумия и доброты». После несчастного случая (Якову Ламберту гуттаперчевым мячом повредили лицо) удалился от двора и вскоре умер.
- Александр (24.09.1846[4]— ?), крещен 14 октября 1846 года в Симеоновской церкви при восприемстве великого князя Александра Николаевича и бабушки графини Е. З. Канкриной.